# Jakob Lindberg
För andra betydelser, se Jakob Lindberg (olika betydelser).
Erik Jakob Mårten Lindberg, född den 1 september 1938 i Stockholm, död den 8 december 2019 i Stockholm, var en svensk ämbetsman.

## Biografi
Efter en period som journalist och ledarskribent i dåvarande Stockholms-Tidningen och i Aftonbladet på 1960-talet tjänstgjorde Lindberg i olika statliga kommittéer, bland dem Låginkomstutredningen. På 1970-talet arbetade han med vård- och behandlingsfrågor på Socialstyrelsen och i början av 1980-talet utsågs han till departementsråd i Socialdepartementet med ansvar för socialtjänsten och det alkohol- och narkotikapolitiska området. 
Han var även ordförande i regeringens samordningsorgan för narkotikafrågor. Han var internationellt verksam, bland annat vid FN:s organ för den internationella narkotikakontrollen i Wien. Från början av 1980-talet till början av 1990-talet ledde Lindberg den svenska delegationen vid årliga möten med FN:s narkotikakommission. 
Under många år var han styrelseledamot i Systembolaget och ordförande i Systembolagets forskningsråd. Under åren 1992–2003 var Lindberg överdirektör för Folkhälsoinstitutet.

## Familj
Jakob Lindberg var son till Folke Lindberg, professor i historia vid Stockholms universitet, och Verna Larsson, lärare och översättare av barnlitteratur, samt dotterson till borgarrådet Yngve Larsson och Elin Larsson, född Bonnier. Hans farfar var Erik Lindberg, professor vid Konstakademin och Sveriges ledande mynt- och medaljgravör under 1900-talets första hälft. 
Lindberg var sambo från 1992 med Lena Bergman, dotter till Ingmar Bergman (regissör) och Else Fisher (dansare och koreograf). I ett tidigare äktenskap med Eva Ekselius fick Jakob Lindberg två döttrar, Sara (copywriter) och Elin (journalist).